# Eanmund (roi du Kent)
Eanmund est un roi du Kent de la deuxième moitié du VIIIe siècle.

## Biographie
Eanmund est uniquement connu pour avoir confirmé une charte du roi Sigered, par laquelle celui-ci accorde des terres à l'évêque de Rochester Eardwulf. Sa signature mentionne l'archevêque Bregowine, ce qui permet de la dater entre 761 et 764. L'autorité d'Eanmund s'étend vraisemblablement sur la moitié orientale du Kent, autour de Cantorbéry. Son règne est bref, puisqu'un certain Heahberht gouverne cette région en 764-765,.